# Rue Quinaux
Pour les articles homonymes, voir Quinaux.
La rue Quinaux (en néerlandais : Quinauxstraat) est une rue bruxelloise de la commune de Schaerbeek qui descend de la place Colignon jusqu'à la rue Gallait en passant par la rue Vondel.
Elle porte le nom du peintre belge, Joseph Quinaux, né à Namur en 1822 et décédé à Schaerbeek en 1895.

## Adresses notables
- no 7 : le sculpteur Godefroid Devreese y a habité
- no 32 : école communale no 2 (section maternelle)